# Marjan Moolenaar
Marjan Moolenaar (2 augustus 1962) is een Nederlandse journaliste, presentatrice en verslaggeefster.

## Leven en werk
Moolenaar studeerde journalistiek aan de toenmalige Academie voor de Journalistiek te Tilburg.
Na haar afstuderen in 1984 kwam ze in het nieuws omdat haar eerste sollicitatie bij de Evangelische Omroep werd afgewezen wegens haar lidmaatschap van de Nederlandse Vereniging van Journalisten.
Van 1988 tot 1993 was ze presentatrice van Tijdsein, dat in 1993 opging in Twee Vandaag, waar ze van 1994 tot 2003 als verslaggever en presentatrice werkzaam was. Daarnaast werkte ze van 1998 tot 2003 als reporter bij NOS Actueel. Op 6 mei 2002 bracht Moolenaar in Twee Vandaag live verslag uit van de moord op Pim Fortuyn, die enkele minuten daarvóór en enkele honderden meters bij haar vandaan had plaatsgevonden.
Ze was in de zomer van 2010 presentatrice van de actualiteitenrubriek Netwerk, waarvoor ze van 2004 tot 2007 reportages maakte. Daarnaast was Moolenaar coördinator van het Radio 1-programma De Ochtenden (2007-2010) en buitenlandcommentator en columnist bij het opinietijdschrift cv·koers. Van 2003 tot 2006 werkte ze als correspondent voor de NOS te Washington.
Ze was van 2009 tot 2011 presentatrice op Radio 5 en een van de presentatoren van Uitgesproken EO (een actualiteitenprogramma dat alleen in het tv-seizoen 2010-2011 gedraaid heeft). Van 2010 tot en met 2012 was ze verslaggever en samensteller voor Door De Wereld TV en sinds juni 2013 voor Blauw Bloed. Ook maakte ze reportages voor het radioprogramma EO Door de Week (2014 en 2015), waarvoor ze tevens af en toe inviel als presentator.
Voor EpilepsieNL, het vroegere Epilepsiefonds, werkt ze sinds 2019 bij communicatie/voorlichting. Daar werkt ze mee aan video- en audioproducties, webinars en artikelen.